# Arturo Gatti
Arturo „Thunder“ Gatti (* 15. April 1972 in Cassino, Italien; † 11. Juli 2009 in Porto de Galinhas, Brasilien) war ein kanadischer Profiboxer italienischer Abstammung. Er wurde IBF-Weltmeister im Superfedergewicht und WBC-Weltmeister im Halbweltergewicht.
Der Italo-Kanadier begann 1991 mit dem Profiboxen. Sein Stil galt als besonders spektakulär, weil er sich durch enormen Kampfgeist, gute Schlagkraft und überdurchschnittliche Nehmerfähigkeiten auszeichnete, die er aber auch benötigte, da er oftmals die Defensive vernachlässigte. Mehrmals gelang es ihm trotz schwerster Treffer und am Rande einer Niederlage, den Kampf doch noch zu seinen Gunsten zu entscheiden, was ihm schließlich den Spitznamen The real life Rocky einbrachte. Unbestritten war zudem seine enorme Popularität, die für ausverkaufte Hallen sorgte. Seit 1995 wurden seine Kämpfe von HBO im TV übertragen.
Das Ring Magazine, die älteste und bedeutendste Boxzeitschrift der USA, wählte vier seiner Kämpfe jeweils zum „Fight of the Year“. Sein erster Kampf gegen Micky Ward 2002, gilt laut Boxexperten und Fachzeitschriften zudem als einer der spektakulärsten und härtesten Kämpfe des Jahrzehnts. Vom legendären Ring-Ansager Michael Buffer, wurde er im Ring stets mit dem Titel „The Ultimate Blood and Guts Warrior“ angekündigt.
2013 wurde er in die International Boxing Hall of Fame aufgenommen.

## Amateurkarriere
Seine Bilanz als Amateurboxer beträgt 86 Siege bei 14 Niederlagen. Ihm gelang sechsmal der Gewinn der kanadischen Golden Gloves, dem renommiertesten Amateurboxturnier des Landes.
Im März 1990 verlor er bei einem Länderkampf gegen den US-Amerikaner Tony Gonzales. Im September 1990 wurde er im Bantamgewicht bei einem Länderkampf gegen Polen eingesetzt, wo er Robert Gortat 3:0, Adam Belka 3:0 und Wiktor Jagiełko 3:0 besiegte. Im Oktober 1990 repräsentierte er Kanada bei der 6. Junioren-Weltmeisterschaft in Peru, wo er im Bantamgewicht an den Start ging. Dort verlor er jedoch bereits seinen ersten Kampf gegen Gilberto Otero aus Puerto Rico knapp nach Hilfspunkten (+22:22).

## Anfänge der Profikarriere
Er gewann seine ersten sechs Kämpfe in Folge, davon fünf durch Knockout, darunter vier in der ersten Runde. Dabei stellte er am 9. Juli 1991 mit einem K. o.-Sieg nach nur 19 Sekunden der 1. Runde einen neuen Rekord in der berühmten Blue Horizon Boxhalle von Philadelphia auf.
Am 17. November 1992 erlitt er eine knappe Punkteniederlage über sechs Runden gegen King Solomon aus Philadelphia. Am 23. März 1993 boxte er das einzige Mal seiner Karriere außerhalb der USA; er besiegte in Rotterdam den Bulgaren Plamen Gechev durch t.K.o. in Runde 1. Bis Mai 1994 gelangen ihm neun weitere Siege, davon acht durch Knockout.

## US-Meister
Am 28. Juni 1994 gewann er durch t.K.o. in der ersten Runde gegen Pete Taliaferro, den US-amerikanischen Meistertitel im Superfedergewicht. Taliaferro, der ebenfalls als harter Puncher bekannt war (25 Siege, 18 K. o.´s) verlor den Kampf drei Sekunden vor Ende der Eröffnungsrunde nach dem dritten Niederschlag aufgrund der „Three-Knockdown-Rule“. Anschließend verteidigte Gatti den Titel am 16. August 1994 durch t.K.o. in Runde 10 gegen Richard Salazar, der anschließend seine Boxkarriere beendete. In seiner dritten Titelverteidigung am 22. November 1994, siegte er einstimmig nach Punkten gegen den ehemaligen IBF-Weltmeister José Sanabria.

## IBF-Weltmeister
Zur Vorbereitung auf die Weltmeisterschaft, legte er den US-Titel nieder und besiegte anschließend noch vier Gegner durch Knockout, ehe er am 15. Dezember 1995 im Madison Square Garden von New York City um den IBF-Weltmeistertitel im Superfedergewicht boxte. Sein Gegner war der ehemalige WBC- und amtierende IBF-Weltmeister Tracy Harris Patterson, Adoptivsohn des Olympiasiegers und Boxweltmeisters Floyd Patterson. Tracy Patterson hatte bis zu seiner Titelverteidigung gegen Gatti, nur drei Niederlagen in 58 Profikämpfen hinnehmen müssen. Gatti, der als Nummer 1 in der IBF-Liste der Herausforderer geführt wurde, konnte Patterson bereits in der 2. Runde mit einem rechten Aufwärtshaken zu Boden schicken und gewann den Kampf schlussendlich durch einen klaren, einstimmigen Punktesieg.
Seinen Titel verteidigte er erstmals am 23. März 1996 in New York gegen Wilson Rodríguez (44 Siege, 7 Niederlagen, 3 Unentschieden) aus der Dominikanischen Republik. Das spektakuläre Duell gilt als der erste, typische Gatti-Kampf; Schon in der ersten Runde schwoll Gattis rechtes Auge durch schwere Treffer fast vollständig zu, in Runde 2 musste er nach einem linken Haken sogar zu Boden. In den folgenden Runden gelangen beiden Boxern abwechselnd harte Wirkungstreffer, wobei Rodríguez in Runde 5 nach einem Körpertreffer zu Boden ging. In Runde 6 ging der durch seine zahlreichen Schlagattacken sichtlich ermüdete Rodríguez durch einen linken Haken K. o., Gatti feierte damit seinen 21. Knockout im 24. Profisieg.
Nach einem weiteren K. o.-Sieg gegen einen Aufbaugegner, verteidigte er seinen Titel am 22. Februar 1997 in Atlantic City in einem Rückkampf gegen Tracy Harris Patterson. Dabei wurde Gatti wegen wiederholter Tiefschläge ein Punkt in Runde 8 abgezogen, ein angeblicher Niederschlag durch Gatti in Runde 9, stellte sich als ein Ausrutscher von Patterson heraus. Nach den vollen 12 Runden waren beide Kontrahenten stark im Gesicht gezeichnet, Gatti gewann jedoch erneut einstimmig und klar nach Punkten.
Am 4. Mai 1997 gewann Gatti in einem Nichttitelkampf durch technischen K. o. in der 7. Runde gegen den ehemaligen IBF-Weltmeister Calvin Grove. Am 10. April 1997 bestritt er eine spektakuläre Titelverteidigung gegen den ehemaligen WBC-Weltmeister Gabriel Ruelas (44 Siege, 3 Niederlagen) aus Mexiko. Gatti wurde mehrmals schwer getroffen, erlitt ein deutlich sichtbares Cut unter dem linken Auge und wäre in Runde 4 nach einem Aufwärtshaken beinahe zu Boden gegangen. In Runde 5 ließ sich Gatti auf einen offenen Schlagabtausch im Infight ein und gewann völlig unerwartet durch K. o., nachdem Ruelas von einem linken Haken zu Boden geschickt wurde. Das Ring Magazine wählte das Duell zum „Kampf des Jahres“, sowie den K. o.-Schlag von Gatti zum „Knockout des Jahres“. Anschließend legte er den WM-Titel nieder.

## Niederlagen gegen Manfredy und Robinson
Am 17. Januar 1998 boxte er in einem Nichttitelkampf in Atlantic City gegen WBU-Weltmeister Angel Manfredy. Bereits in der ersten Runde erlitt Gatti einen blutigen Cut über dem linken Auge, in Runde 2 kam er durch schwere Treffer sogar ins Wanken. Da Gatti jedoch auch immer wieder vereinzelte Wirkungstreffer landete, stand es zu Beginn der 3. Runde noch nach Punkten unentschieden. In der dritten Runde jedoch, ging Gatti in einem offenen Schlagabtausch durch einen linken Haken zu Boden und wurde angezählt, konnte sich jedoch wieder fangen. Die nächsten Runden entschied der wiedererstarkende Gatti für sich, jedoch platzte sein Cut wieder auf und der Ringrichter beendete den Kampf auf Anraten des Ringarztes gegen Ende der 8. Runde zu Gunsten von Manfredy.
Am 22. August 1998 traf er in einem weiteren blutigen Duell auf den ehemaligen US-Meister Ivan Robinson (25-2-0). In dem wilden Schlagabtausch musste Gatti viele schwere Treffer einstecken und erlitt mehrere blutige Cutverletzungen im Gesicht. In Runde 4 gelang Gatti jedoch ein Niederschlag, in Runde 10 brachte er Robinson an den Rand eines weiteren Niederschlages. Robinson torkelte zweimal in die Ringseile, ging jedoch nicht zu Boden. Robinson gewann den Kampf am Ende durch eine geteilte Punktentscheidung. Dieser Kampf wurde vom Ring Magazine zum Boxkampf des Jahres gewählt. Der Rückkampf am 12. Dezember verlief ähnlich spektakulär; Gatti war erneut schwer gezeichnet, erhielt einen Punktabzug wegen Tiefschlagens und unterlag nach 10 Runden seinem Gegner erneut nach Punkten. Robinson hatte in beiden Duellen technisch vielseitig geboxt und von seiner Schnelligkeit profitiert.

## Siege gegen Muñoz, Gamache, Jakubowski und Hutchinson
Nach diesen drei Niederlagen meldete sich Gatti jedoch eindrucksvoll zurück, als er am 14. August 1999 gegen Reyes Muñoz (21-3-0) in den Ring stieg. Gatti gewann bereits in der ersten Runde durch Ringrichterabbruch, nachdem Muñoz nach einem schweren Niederschlag benommen umhertaumelte und anschließend mit einer Trage aus dem Ring gebracht werden musste.
Am 26. Februar 2000 boxte Gatti gegen Joey Gamache. Gamache war bereits als Amateurboxer eine nationale Bekanntheit und war 1991 der erste Boxweltmeister aus dem US-Bundesstaat Maine geworden. Er hatte 55 seiner 58 bisherigen Kämpfe gewonnen, davon 38 durch K. o. und war ehemaliger WBA-Weltmeister im Leicht- und Halbweltergewicht. Für Empörung sorgte die Gewichtsüberlegenheit von Gatti. So hatte er einen Tag vor dem Kampf noch 141 Pfund auf die Waage gebracht. Am Tag des Kampfes maß die Waage jedoch 160 Pfund. Er hatte also innerhalb von 27 Stunden, 19 Pfund (ca. 8,6 kg) zugelegt und wäre somit bereits zwei Gewichtsklassen höher einzustufen gewesen.
Im Kampf selbst, war Gatti von Anfang an weit überlegen und schlug Gamache bereits in der ersten Runde zweimal zu Boden. Aufgrund der Three-Knockdown-Rule wäre Gamache bei einem dritten Niederschlag automatisch aus dem Kampf genommen worden, jedoch überstand er mit Mühe die weiteren Schlagattacken. Gatti fiel dabei ein weiteres Mal negativ auf, als er ca. zwei Sekunden nach Ertönen des Rundengongs Gamache noch mit einer Linken traf, die diesen sichtlich erschütterte. In der zweiten Runde traf Gatti in schneller Folge mit einem Aufwärtshaken, gefolgt von einem linken und einem rechten Haken, wodurch Gamache schwer K. o. ging. Er kam mehrere Minuten nicht mehr auf die Beine, verbrachte eine Woche im Krankenhaus und musste aufgrund chronischer gesundheitlicher Probleme seine Karriere beenden.
Am 29. April 2000 besiegte er Eric Jakubowski (20-6-0) durch technischen K. o. in der zweiten Runde, wobei er ihn bereits in der ersten Runde am Boden hatte. Am 8. September bestritt er einen bizarren Kampf gegen den ungeschlagenen Joe Hutchinson. In der zweiten Runde geriet Gatti in Bedrängnis und wurde von Hutchinson in die Seile getrieben. Möglicherweise durch einen Wirkungstreffer, platzte dabei seine linke Augenbraue auf, worauf es zu einer Kampfunterbrechung kam. Gatti behauptete wütend, die Verletzung sei durch einen Kopfstoß entstanden, der Ringrichter bestritt dies jedoch. Hatte solch eine Verletzung im Kampf gegen Manfredy noch zu einem Kampfabbruch geführt, wurde ihm diesmal eine Behandlung während der Unterbrechung gestattet und der Kampf fortgesetzt. Hutchinson entging den meisten von Gattis Haken durch seine hohe Beweglichkeit im Oberkörper. In der dritten Runde platzte durch einen Kopfstoß auch seine rechte Augenbraue auf, wofür er sich jedoch mit einem Kopfstoß revanchierte und daraufhin verwarnt wurde. In Runde 4 wurde Gatti aufgrund eines Tiefschlages mit einem Punktabzug bestraft. In Runde 6 gelang Gatti schließlich ein Niederschlag, während in Runde 8 nun auch Hutchinson aufgrund eines Tiefschlages mit Punktabzug bestraft wurde. Nach den vollen zehn Runden wurde Gatti jedoch zum einstimmigen Punktesieger erklärt.

## Niederlage gegen de la Hoya und Sieg gegen Millett
Am 24. März 2001 kam es zum länger erwarteten Aufeinandertreffen mit dem fünffachen Weltmeister Óscar de la Hoya (32-2-0) im Weltergewicht. Gatti musste bereits in der ersten Runde harte Treffer einstecken und am Ende der Runde sogar zu Boden gehen. Eine starke Cutverletzung unter dem rechten Auge, war kein großes Hindernis für Gatti, jedoch erkannte man, wie oft De La Hoya traf. In der 5. Runde hatte Gattis Ringecke ein Einsehen und warf das Handtuch.
Am 26. Januar 2002 gewann er durch t.K.o. in der vierten Runde gegen den ehemaligen IBF-Weltmeister Terron Millett (26-2-1). Dabei hatte er Millett gleich dreimal am Boden.

## Trilogie mit Micky Ward
Am 18. Mai 2002 bestritt er einen als Aufbaukampf gedachten Fight gegen den irisch-amerikanischen Micky Ward, der ebenso wie Gatti als „Brawler“ (Schläger) mit überdurchschnittlichen Nehmerfähigkeiten, aber vernachlässigender Deckung galt. Die beiden boxten dabei im Halbweltergewicht, im Mohegan Sun Casino von Uncasville, Connecticut.
Anfangs sah es nach einem weiteren, schnellen Sieg für Gatti aus. Gatti dominierte die erste Runde deutlich und landete zahlreiche Treffer, Ward erlitt zudem eine blutende Cutverletzung über dem rechten Auge. In der zweiten Runde landete Ward zwar vereinzelte Wirkungstreffer, jedoch hatte Gatti mit einem Trefferverhältnis von 3:1 weiterhin die Führung inne. In der dritten Runde holte Ward deutlich auf und lieferte sich mit Gatti nun auch offene Schlagabtauschs, bei denen er nun auch seinen bekanntesten Punch, den linken Körperhaken zum Einsatz brachte. In der vierten Runde landete Gatti einen Tiefschlag und wurde mit Punktabzug bestraft; er war bereits vorher mehrmals vom Ringrichter ermahnt worden, seine Schläge höher anzubringen. Aufgrund der nun aufkommenden Intensität des Kampfes, bei dem nun auch Gatti Schwellungen im Gesicht erlitt, sprachen anwesende Kommentatoren bereits von einem Kampf des Jahres.
Die fünfte Runde war äußerst spektakulär und brachte Gatti schwer in Bedrängnis. Elf aufeinander folgende Schläge von Gatti, die Ward in die Seile drängten, beantwortete dieser mit einem 15-sekündigen Schlaghagel gegen den nahezu ungedeckten Gatti. Dieser musste fast 20 Kopftreffer und erneut linke Körperhaken hinnehmen und war sichtlich angeschlagen. Bereits zu Beginn der sechsten Runde stand es nach Punkten unentschieden. In dieser Runde konnte Gatti jedoch erneut in Führung gehen und landete mehr Treffer, ein Höhepunkt der Runde waren zudem etwa zehn aufeinander folgende Schläge von Ward, denen Gatti durch geschickte Meidbewegungen auswich. Runde sieben ging wieder an Gatti, während Runde acht an Ward ging, der gegen Rundenende Gatti erstmals an den Rand eines K. o. brachte. In der neunten Runde musste Gatti nach einem erneuten linken Körperhaken zu Boden und wurde bis neun angezählt. Anschließend war er darauf bedacht seinen Körper zu decken, weshalb er viele Kopftreffer hinnehmen musste. Gatti konnte nun seinerseits Ward zurückdrängen und in den Seilen mit Schlägen eindecken. Nachdem die beiden kurz vom Ringrichter getrennt wurden, gewann Ward wieder die Oberhand und brachte Gatti erneut an den Rand eines Niederschlages. Aufgrund des bis dahin knappen Punktestandes versuchten beide noch die zehnte und damit letzte Runde für sich zu entscheiden.
Am Ende gewann Micky Ward knapp nach Punkten, der Kampf wurde vom Ring Magazine erneut zum Kampf des Jahres, die neunte Runde zudem zur Runde des Jahres gewählt.
Am 23. November wurde in Atlantic City ein Rückkampf ausgetragen. Der Kampf verlief erneut äußerst spektakulär, in Runde drei gelang Gatti zudem ein Niederschlag. Sein energischer Versuch, bei dem nun benommenen Ward den entscheidenden K.-o.-Schlag anzubringen scheiterte jedoch, stattdessen gewann Ward wieder die Oberhand und landete mehrere Wirkungstreffer. Bereits in der vierten Runde waren beide Kontrahenten schon im Gesicht gezeichnet. Nach erneut zehn Runden war es diesmal Gatti, der zum Sieger nach Punkten erklärt wurde.
Am 7. Juni 2003 kam es zu einem entscheidenden dritten Duell zwischen Ward und Gatti, ausgetragen erneut über zehn Runden in Atlantic City. Dies wurde zugleich Wards letzter Profikampf. Das dritte Duell verlief ähnlich spektakulär wie das erste, beide Boxer gewannen abwechselnd die Oberhand und brachten ihr gegenüber mehrmals in Bedrängnis. Zum Ende der sechsten Runde gelang Ward ein Niederschlag, worauf Gatti bis acht angezählt wurde. Am Ende wurde jedoch erneut Arturo Gatti zum Punktsieger erklärt. Der Kampf wurde erneut vom Ring Magazine zum Kampf des Jahres gewählt. In den drei Kämpfen gegen Gatti, hatte Ward 975 gezählte Treffer eingesteckt. Die beiden verband bereits seit ihrem ersten Aufeinandertreffen eine offene Freundschaft, was sich auch durch sportliche Gesten im Ring äußerte. In späteren Kämpfen gehörte Ward zu Gattis Betreuerteam in der Ringecke.

## WBC-Weltmeister
Am 24. Januar 2004 wurde Gatti neuer WBC-Weltmeister im Halbweltergewicht. Er siegte dabei in Atlantic City einstimmig nach Punkten gegen den in 33 Kämpfen ungeschlagenen Europameister Gianluca Branco, den er in der zehnten Runde auch am Boden hatte. Den Titel verteidigte er erstmals am 24. Juli durch K. o. in der zweiten Runde gegen den ebenfalls ungeschlagenen, ehemaligen WBA-Weltmeister Leonard Dorin.
Am 29. Januar 2005 verteidigte er den Titel durch K. o. in der fünften Runde gegen Ex-WBC-Weltmeister Jesse Leija. Gatti war hierbei der von Anfang an aktivere Boxer und lag bis zum K. o.-Schlag bereits mit 128:56 Treffern in Führung.

## Niederlage gegen Mayweather
Am 25. Juni 2005 trat er zu seiner dritten Titelverteidigung gegen den ungeschlagenen, 28-jährigen Floyd Mayweather Jr. (33-0) in den Ring. Mayweather war ehemaliger WBC-Weltmeister im Superfeder- und Leichtgewicht, wurde als „Best Pound-for-Pound“ (Kampfstärke in Relation zum Gewicht) Boxer der Welt geführt und war schon damals für seine Schnelligkeit und Deckungsarbeit bekannt. Bereits in der ersten Runde kam es zu einem umstrittenen Niederschlag durch Mayweather; dieser hatte Gatti mit seinem linken Arm nach unten gedrückt. Als der Ringrichter ein Trennungskommando gab und Gatti sich ungedeckt erhob, schlug Mayweather noch zweimal nach. Als Gatti sich daraufhin zum Ringrichter drehte, um dagegen Protest einzulegen, schlug Mayweather ein weiteres Mal nach und schickte Gatti damit in die Ringseile. Obwohl Gatti sich heftig beschwerte, wurde er bis acht angezählt und der Kampf wieder freigegeben, für Mayweather setzte es keine Konsequenzen.
Ab der zweiten Runde dominierte Mayweather das Geschehen vollkommen und traf Gatti nach Belieben. Die sechste Runde zeigte eindeutig, dass Gatti das Geschehen nicht mehr wenden konnte; Aufgrund des weit überlegenen Trefferverhältnisses von 115:10 für Mayweather kam der schwer gezeichnete Gatti nicht mehr aus seiner Ecke, Mayweather wurde zum Sieger durch t.K.o erklärt.

## Sieg gegen Damgaard
Nach über sieben Monaten Ringpause meldete sich Gatti wieder eindrucksvoll zurück. Er boxte am 28. Januar 2006 gegen den in 37 Kämpfen ungeschlagenen, dreifachen Europameister Thomas Damgaard aus Dänemark. Es ging um den international unbedeutenden IBA-Titel. Gatti konnte hier wieder seine Klasse aufblitzen lassen; er hielt den vereinzelten Treffern von Damgaard problemlos stand, während der Däne bereits in den ersten Runden starke Schwellungen im Gesicht erlitt. In der elften Runde war Damgaards Gesicht bereits überaus stark angeschwollen, er fiel nun auch durch Unsportlichkeiten auf. So drückte er Gatti zweimal mit einem Arm nach unten, um mit dem anderen mehrmals zuzuschlagen. Daraufhin wurde er vom Ringrichter mit Punktabzug bestraft. Wenige Sekunden vor Rundenende, wurde Damgaard schließlich vom Ringrichter stark angeschlagen aus dem Kampf genommen, Gatti siegte durch t.K.o.

## Niederlagen gegen Baldomir und Gómez
Am 22. Juli folgte ein Aufeinandertreffen mit dem amtierenden WBC-Weltmeister Carlos Baldomir. Baldomir war von allen Ranglisten als die unangefochtene Nummer 1 im Weltergewicht anerkannt. Gattis Treffer konnten den Argentinier nicht in Bedrängnis bringen, jedoch zeigten die Schläge des Weltmeisters immer wieder Wirkung bei Gatti. In der neunten Runde ließ sich Gatti auf einen lang anhaltenden offenen Schlagabtausch ein und ging dabei durch einen linken Haken zu Boden. Gatti kam zwar wieder auf die Beine und der Kampf wurde nochmals freigegeben, doch Baldomir griff sofort wieder an und schickte Gatti erneut zu Boden, worauf der Ringrichter den Kampf abbrach.
Gatti bestritt anschließend für fast ein Jahr keinen Kampf mehr und stieg erst am 14. Juli 2007 wieder in den Ring. Sein Gegner war der als Aufbaugegner gedachte Mexikaner Alfonso Gómez (16-3-2). Gómez dominierte den Kampf jedoch deutlich und landete dauernd Wirkungstreffer, die bei Gatti ihre Spuren hinterließen. Der um fast zehn Jahre jüngere und körperlich größere Mexikaner schlug Gatti nach einer Reihe schwerer Treffer in der siebenten Runde zu Boden; Gattis Unterlegenheit war so offensichtlich, dass der New Jersey State Athletic Commissioner Larry Hazzard persönlich den Ring betrat und den Kampf für beendet erklärte. Gatti gab anschließend seinen Rücktritt vom Boxsport bekannt.

## Tod
Am 10. Juli 2009 trat Gatti mit seiner 23-jährigen brasilianischen Ehefrau und dem gemeinsamen Sohn einen Urlaub im nordbrasilianischen Porto de Galinhas an. Am nächsten Tag wurde er von seiner Frau tot im angemieteten Ferienapartment aufgefunden. Da er Verletzungen an Kopf und Nacken aufwies, schloss die Polizei ein Gewaltverbrechen nicht aus und nahm die Ermittlungen auf. Seine Ehefrau wurde unter Mordverdacht verhaftet, jedoch nach drei Wochen aus Mangel an Beweisen wieder freigelassen. Die brasilianische Polizei entschied, der betrunkene Gatti habe sich im Ferienresort mit der Handtasche seiner Frau selbst stranguliert. Die Verletzungen an Kopf und Nacken stammen laut mehreren Zeugenaussagen von einer Straßenschlägerei, die Gatti im betrunkenen Zustand mit vier Männern geführt hatte.
Gattis Manager Pat Lynch glaubte diese Version nicht und beauftragte zwei Privatdetektive. Diese gaben im August 2011 bekannt, dass ein Suizid physikalisch ausgeschlossen werden könne, die Autopsie zudem unvollständig durchgeführt wurde und die Ermittlungen inakzeptabel geführt wurden. Die brasilianischen Behörden gaben bekannt, den Fall neu aufzurollen. Ein kanadisches Gericht verhindert derweilen die Auszahlung von Gattis Ersparnissen in der Höhe von rund 6,5 Millionen Dollar an seine Ehefrau und wartet die endgültigen Ermittlungsergebnisse ab.

## Sonstiges
Sein Bruder Joe Gatti ist ein früherer Profiboxer und war unter anderem Gegner von Sven Ottke bei einer seiner Titelverteidigungen.